# Cyrtococcum
Cyrtococcum és un gènere de plantes de la família de les poàcies, ordre de les poals, subclasse de les commelínides, classe de les liliòpsides, divisió dels magnoliofitins.

## Taxonomia
- Cyrtococcum accrescens (Trin.) Stapf
- Cyrtococcum bosseri A. Camus
- Cyrtococcum capitis-york B.K. Simon
- Cyrtococcum carinatum Stapf i Ridl.
- Cyrtococcum chaetophoron (Roem. i Schult.) Dandy
- Cyrtococcum deccanense Bor
- Cyrtococcum deltoideum (Hack.) A. Camus
- Cyrtococcum fuscinode (Steud.) A. Camus
- Cyrtococcum humbertianum A. Camus
- Cyrtococcum longipes (Wight i Arn. ex Hook. f.) A. Camus
- Cyrtococcum multinode (Lam.) Clayton
- Cyrtococcum muricatum (Retz.) Bor
- Cyrtococcum nossibeense A. Camus
- Cyrtococcum oxyphyllum (Hochst. ex Steud.) Stapf
- Cyrtococcum patens (L.) A. Camus
  - Cyrtococcum patens var. latifolium (L.) Ohwi
  - Cyrtococcum patens var. patens
  - Cyrtococcum patens var. schmidtii (Hack.) A. Camus
  - Cyrtococcum patens var. warburgii (Mez) Reeder
- Cyrtococcum pilipes (Nees i Arn. ex Büse) A. Camus
- Cyrtococcum radicans (Retz.) Stapf
- Cyrtococcum schmidtii (Hack.) Henrard
- Cyrtococcum setigerum (P. Beauv.) Stapf
- Cyrtococcum sparsicomum (Nees ex Steud.) A. Camus
- Cyrtococcum tamatavense A. Camus
- Cyrtococcum trigonum (Retz.) A. Camus
  - Cyrtococcum trigonum var. celebicum Jansen
- Cyrtococcum warburgii (Mez) Stapf